# 西澤由隆
西澤 由隆（にしざわ よしたか、1957年 - ）は、日本の政治学者。専門は、投票行動、計量政治学。同志社大学では三宅一郎、イェール大学ではダグラス・レイに師事した。
京都府生まれ。同志社香里高等学校を経て、同志社大学法学部卒業（1981)。その後、イェール大学大学院に留学し(1981-1988)、Ph.D（政治学）取得。帰国後、明治学院大学を経て(1989-1997)、現在、同志社大学法学部教授。

## 著書

### 共著
- （三宅一郎・河野勝）『55年体制下の政治と経済――時事世論調査データの分析』（木鐸社, 2001年）

### 訳書
- Mark Rodeghier『誰にでもできるSPSSによるサーベイリサーチ』（丸善, 1997年）

## 論文
- 「選挙制度比較におけるコンピュータ・シミュレーションの利用」『明治学院論叢・法学研究』452号（1989年）
- 「ほんとうに鈴木は『同情票』を集めたのか――1991年東京都知事選に関する調査　その概要と集計結果」『中央調査報』1991年7月号
- 「地方選挙における投票率――合理的有権者の投票行動」『都市問題』82巻10号（1991年）
- 「1994年アメリカ中間選挙――共和党の勝因」『選挙研究』11号（1996年）
- 「選挙研究における『政党支持』の現状と課題」『選挙研究』13号（1998年）
- 「55年体制下の自民党支持率と経済政策に対する評価」『同志社法学』256号（1998年）
- 「55年体制下の内閣支持率と経済政策に対する評価」『同志社法学』265号（1999年）
- 「二票制のもとでの政策評価投票――1996年衆議院総選挙と投票モデル」『同志社法学』273号（2000年）
- 「選挙制度と政党の選挙戦略」梅津實・富沢克編『エッセンシャル政治学』（成文堂, 2000年）
- 「政治参加の二重構造と『関わりたくない』意識――Who said I wanted to participate?」『同志社法学』296号（2004年）

### 共著
- "A Study of the Electoral Business Cycle in Japan: Elections and Government Spending on Public Construction." with Masaru Kohno, Comparative Politics, 1990.
- （河野勝）「日本における選挙経済循環――総選挙と政府の財政政策―」『レヴァイアサン』6号（1990年）
- （三宅一郎）「日本の投票行動モデルにおける政党評価要因」『選挙研究』7号（1992年）
- （池田謙一）「政治的アクターとしての政党――89年参議院選挙の分析を通じて」『レヴァイアサン』 10号（1992年）
- （三宅一郎）「日本の投票参加モデル」綿貫譲治・三宅一郎編『環境変動と態度変容』（木鐸社、1997年）
- "Introduction of A Recycling Program in Ann Arbor, Michigan: A Role of Citizen Participation" with Hiromi Nishizawa,『明治学院論叢・法学研究』589号（1997年）
- "Critical Elections of Japan in the 1990s: Does the LDP's Comeback in 1996 Mean Voter Realignment or Dealignment?", with Aiji Tanaka, Waseda Political Studies, vol. 31, 1999.
- （矢野順子・松林哲也）「自治体規模と住民の政治参加」『選挙学会紀要』4号（2005年）

## 門下生
- 飯田健
- 松林哲也